# 艾尔弗雷德港
艾尔弗雷德港，南非东开普省的一个港口小镇，位于印度洋沿岸、科維河河口。

## 外部連結
- Port Alfred （页面存档备份，存于） town website
- Stenden South Africa
- River Hotels （页面存档备份，存于）
- Port Alfred Business Directory （页面存档备份，存于）